# Gerhard Jan Palthe

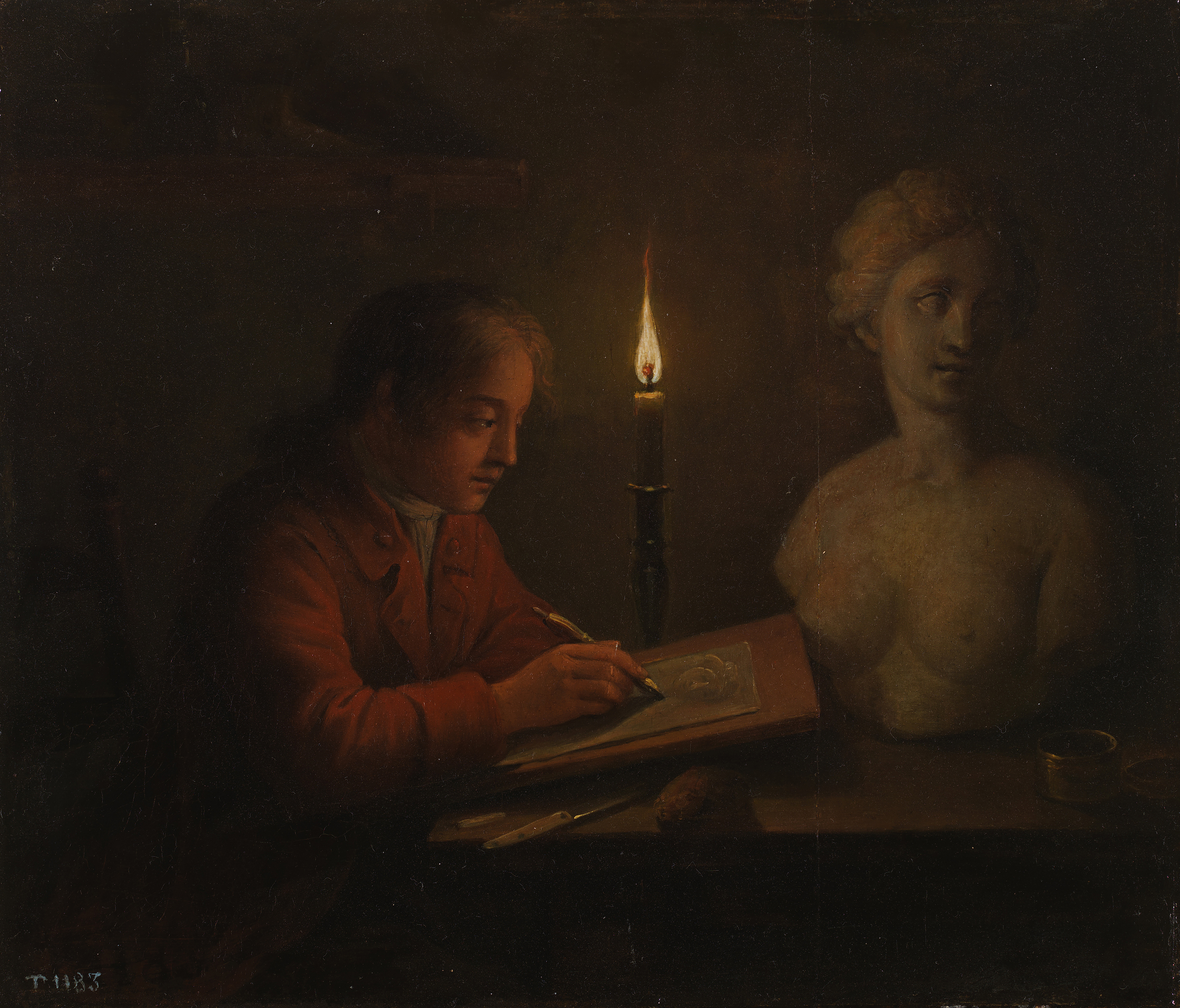
Jove dibuixant, oli sobre taula, 20 x24 cm, Madrid, Museu del Prado.

Gerhard Jan Palthe (Denekamp, Dinkelland, 21 de juliol de 1681 - Deventer, 30 de juliol de 1767) fou un pintor neerlandès especialitzat en retrats.

## Biografia
Fill d'un clergue de l'església valona, va estudiar amb Jurriaen Pool el jove. Va treballar durant un temps a Amsterdam, després a Denekamp, on es va casar el 7 d'octubre de 1714 amb Lena Leferink, fins a establir-se definitivament a Deventer. Seguidor de Godfried Schalcken, se li atribueixen alguns quadres amb figures a la llum de les veles a partir d'una taula amb la representació d'un Jove dibuixant conservada al Museu del Prado, que segons antics inventaris hauria estat signada «G. J. Palthe f. 1732». Al marge d'aquesta taula, de la seva producció signada o documentada únicament es coneix la pintura de les Quatre estacions com a decoració d'un rellotge de paret (Ajuntament de Deventer) i alguns retrats.
Va ser pare i mestre de Jan Palthe (1717-1769), Adriaan i Anthony.